# Francis Pelichek
Francis Pelichek (Prague, 1896 - Porto Alegre, 1937) est un peintre, dessinateur et professeur brésilien actif à Porto Alegre au début du XXe siècle.

## Biographie
Né František Kysela Josef Pelichek, il étudie la peinture à Prague avec ses compatriotes František Kysela (1881-1941) et Emil Dítě. Il est arrivé au Brésil vers 1920, devenant un citoyen brésilien. Il enseigne à l'Institut des Beaux-Arts de Porto Alegre, de 1922 jusqu'à sa mort. Travaillant comme illustrateur à la Revista do Globo, il produit des couvertures et des images pour des textes littéraires, avec João Fahrion et Sotero Cosme . En 1928, il tient une exposition personnelle à la Casa Jamardo et participe à des expositions collectives telles que le Salão de Outono, en 1925, le Salão da Escola de Artes, en 1929, et l'exposition du centenaire de Farroupilha, en 1935.
Pelichek meurt à 40 ans, de complications chirurgicales, après avoir été opéré pour un problème à l'estomac.
Il est l'auteur d'une œuvre solide et intéressante, mais peu connue, ayant laissé une production relativement réduite côté peintures — en revanche, sa production graphique marque les années 1920-1930 au Brésil. Ses œuvres se trouvent dans les collections du Centre Culturel APLUB, de la Pinacothèque Aldo Locatelli, de la Pinacothèque Barão de Santo Ângelo, du MARGS et du MASP, ainsi que dans des collections privées.